# Église Saint-Charles-Borromée de Bastia
L'église Saint-Charles-Borromée, en corse San Carlu est le nom d'une église du centre historique de Bastia, en Haute-Corse, dans le quartier de Terravechja.

## Histoire
L'histoire de l'église Saint-Charles-Borromée de Bastia se confond avec celle de l'arrivée des jésuites en Corse. Cet ordre religieux appelé également Compagnie de Jésus est fondé en 1540 par Ignace de Loyola. Soucieux que les jésuites aient de solides qualités intellectuelles, leur fondateur avait insisté pour qu'ils bénéficient d'une longue formation (dix ans d'études).
Les jésuites ont joué un rôle essentiel dans la Contre-Réforme, dans la diffusion de l'instruction en Europe et dans le monde. Ils ont aussi été un pilier dans la diffusion de l'architecture baroque.
Au XVIe et au XVIIe siècle, les jésuites fondent de nombreuses écoles en Europe, appelées "collèges". C'est en 1548, à Messine (Sicile), que s'ouvre le premier collège jésuite.
C'est dans cette optique qu'en 1552-1553, Ignace de Loyola envoie deux Jésuites à Bastia : le père Silvestro Landini et le père Emanuel Gomes. Un emplacement pour le futur collège est identifié. Les premiers cours débutent en 1601, dans les environs de l'actuel collège.
La construction du complexe, comprenant un collège et une église débute en 1612. Elle fut achevée en 1635 et on lui attribue le nom de Saint Ignace de Loyola. Aujourd'hui ce bâtiment est toujours un lieu d'enseignement, le collège Simon Vinciguerra qui est le plus ancien de Corse.
Au XVIIIe siècle, les génois rasèrent la première Eglise au monde dédiée à saint Charles, située dans le quartier Romieu à Bastia et édifiée en 1619.
Après l'expulsion de l'ordre des jésuites en 1769, l'édifice fut concédé à la confrérie de San Carlu et l'église changea de vocable, étant depuis dédiée à saint Charles Borromée.
L'église est inscrite au titre des monuments historiques en 2007.

## Description

### Façade
La façade est caractéristique du style jésuite : elle prend modèle sur l'église du Gesù, à Rome.

Elle est composée de deux niveaux scandés de pilastres. L'étage supérieur est plus étroit, avec un fronton triangulaire flanqué de deux grandes volutes.

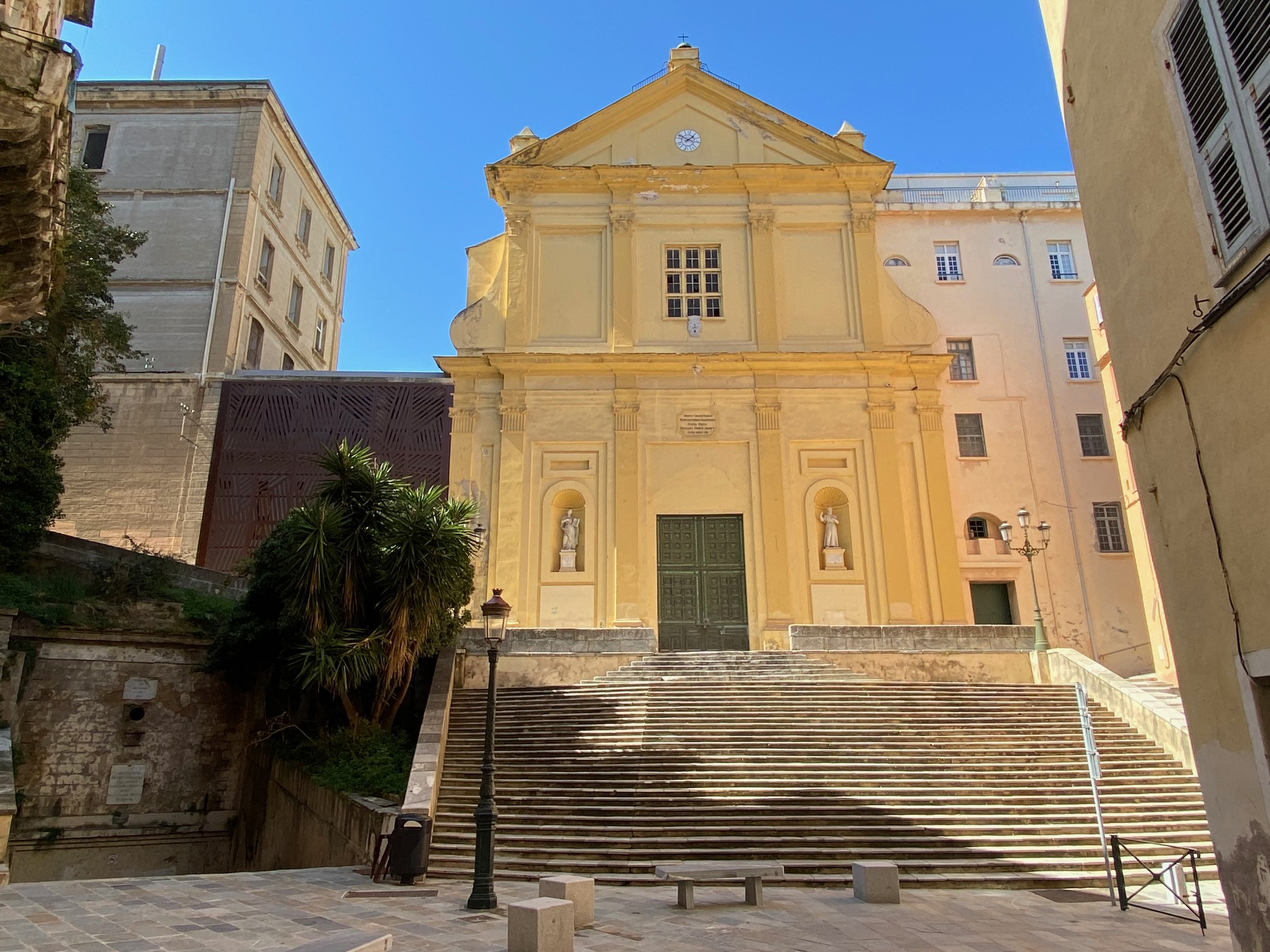
La façade et l'escalier monumental de San Carlu.

De part et d'autre de la porte d'entrée on peut voir les statues de saint François Xavier et de saint Ignace de Loyola.

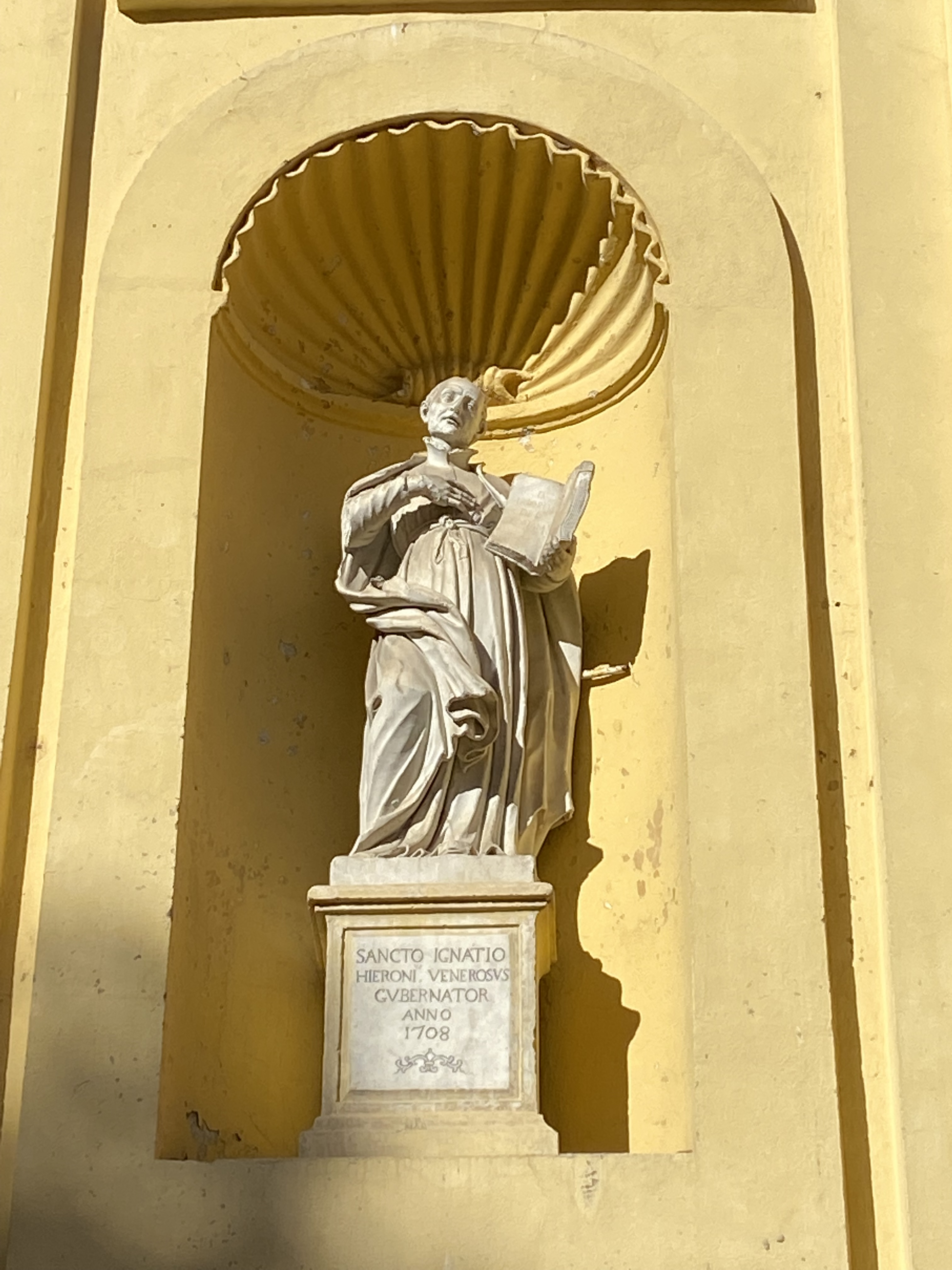
Statue de saint Ignace de Loyola.
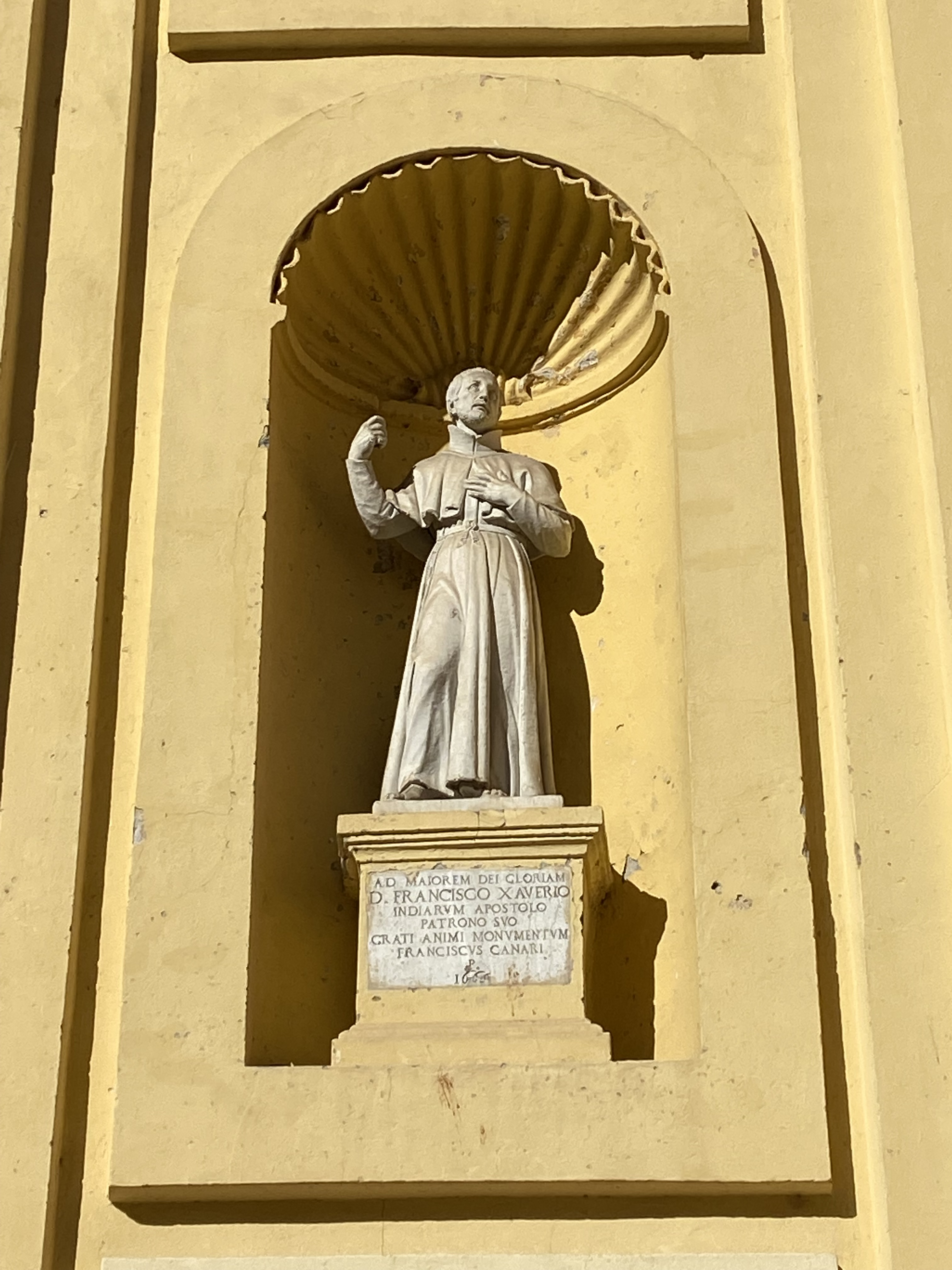
Statue de saint François Xavier.

### Intérieur
Le décor de l'église a conservé tous ses stucs d'origine. Ils datent du XVIIe siècle.
Au centre de la voûte on peut voir un médaillon où était représenté saint Ignace de Loyola, vêtu de noir. Lorsque les Jésuites ont été expulsés, les membres de la confrérie Saint-Charles ont fait modifié la couleur du vêtement afin de représenter saint Charles Borromée.

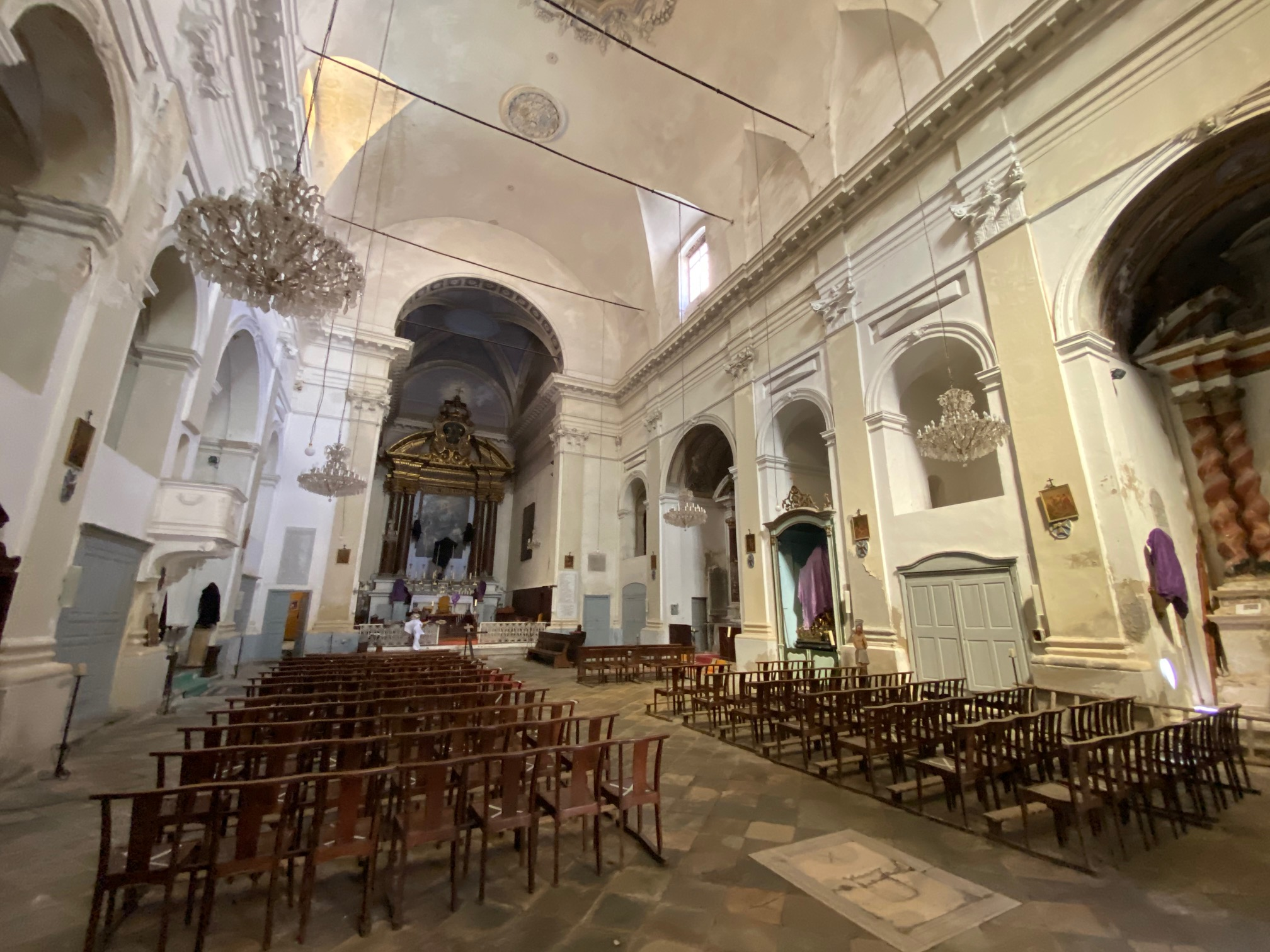
Intérieur de San Carlu.

Après plusieurs années de travaux, l'église a rouvert en 2017.

### Personnages célèbres enterrés à Saint-Charles
C'est dans cette église qu'est enterré Domenico Maria Spinola, ancien doge de la république de Gênes. Il a été aussi gouverneur de Corse. Né et mort à Bastia, il était surnommé Il Corsetto,.

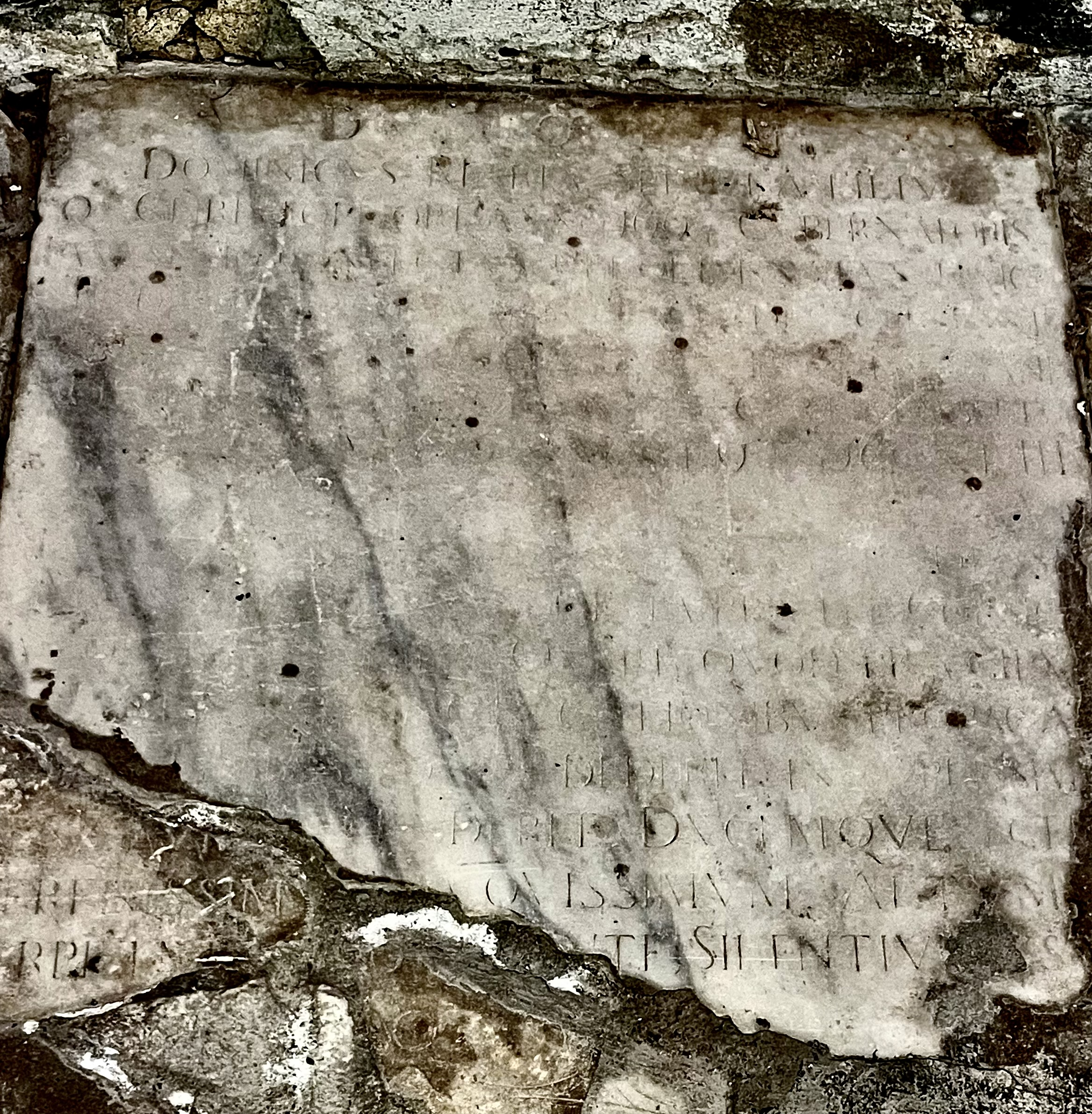
Plaque mortuaire de Domenico Maria Spinola dans l'église Saint-Charles.

C'est également ici qu'est enterré monseigneur Mascardi, évêque de Nebbiu.

## Les environs de l'église
Au pied de l'escalier Saint-Charles on peut trouver une fontaine, appelée fontaine des Jésuites, ou E trè funtane car composée de trois niches percées de bouches. Elle a été agrandie et restaurée en 1574. Deux grandes plaques rappellent les restaurations de 1722 et 1806.
Le couvent des jésuites est le plus ancien de la ville. Il a été ouvert en 1635. Les jésuites ont assuré l'enseignement secondaire pendant la période génoise. Ils ont été expulsés de Corse (comme de tout le royaume) par Louis XV en 1768-1769. Il abrite aujourd'hui les salles de cours du collège Simon Vinciguerra.

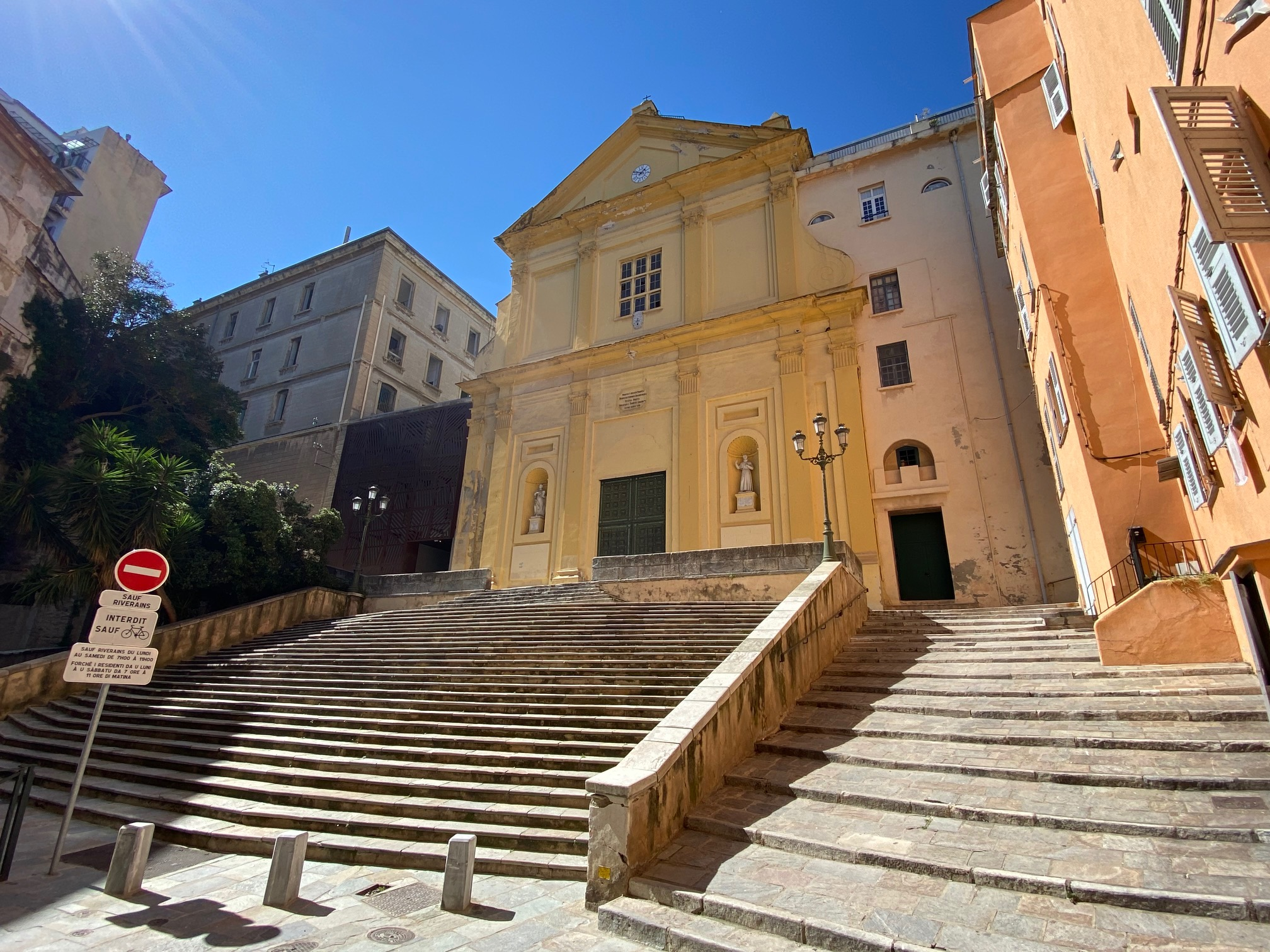
Escalier monumental devant l'église, dans le quartier de Terra Vechja.

## Anecdotes

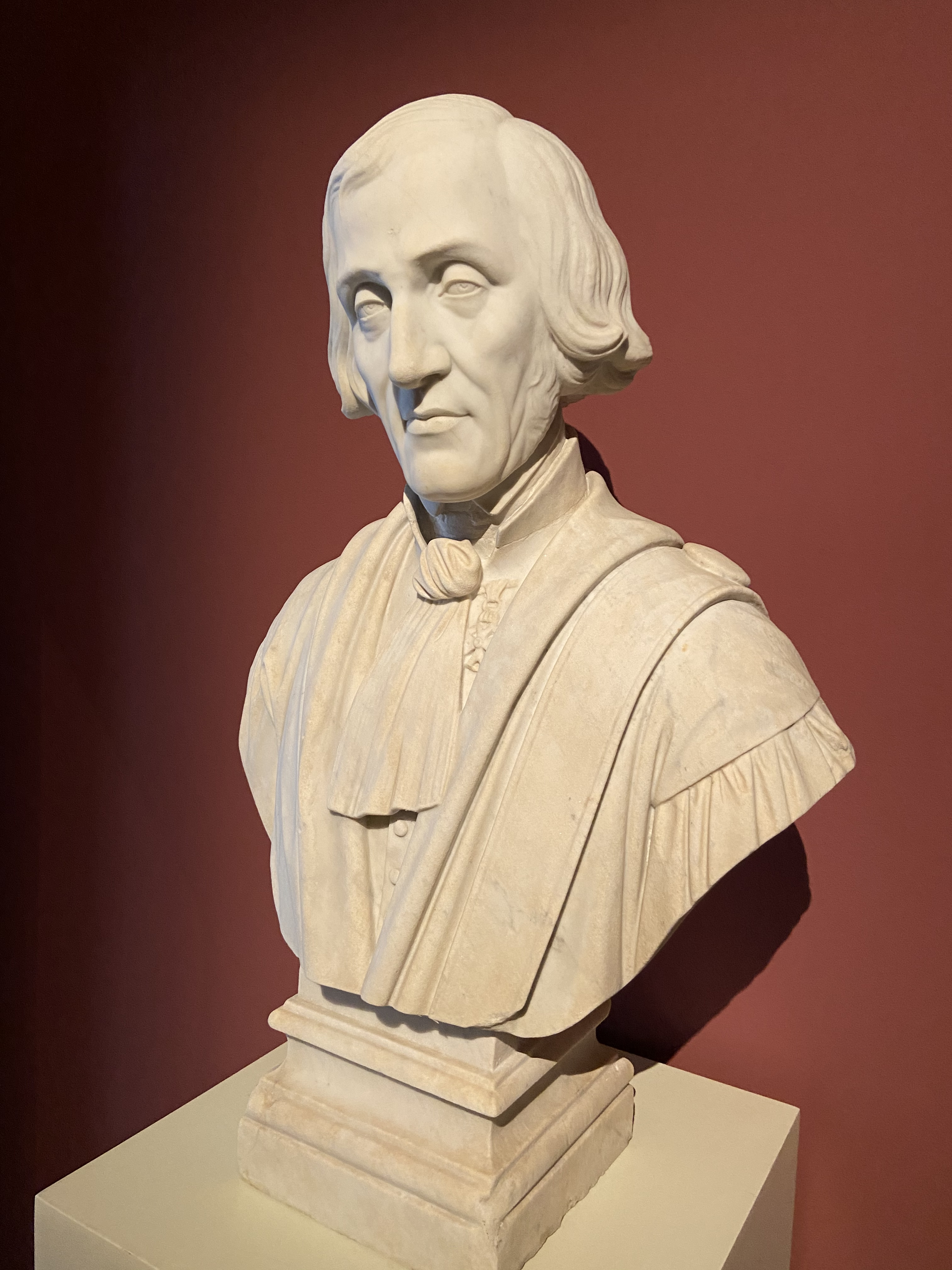
Buste de Salvatore Viale, musée de Bastia.

### L'insurrection des Bastiais contre Napoléon en 1814
En 1814 l'église Saint Charles est le théâtre d'un épisode historique. Une insurrection éclate contre le pouvoir impérial, tant l'hostilité à l'égard de Napoléon et du gouverneur de la Corse César Berthier est grande. Le 11 avril 1814, sous l'impulsion de Frédien Vidau et de Salvatore Viale, un Comité de salut public réunit dans l'église Saint-Charles proclame la sécession de la Corse avec la France et appelle la restauration du royaume anglo-corse.

### La première messe en langue corse
C'est dans l'église Saint-Charles de Bastia qu'en 1971 est dite la première messe en langue corse. C'est le chanoine Sauveur Casanova, futur évêque de Corse, qui officie. La messe est chantée en paghjella par les chantres de Sermanu.

## Confréries
C'est la confrérie Saint-Charles-Borromée qui officie dans l'église,.
Depuis 2020 on y trouve également une confrérie féminine, la première de Bastia.